# Amor, vuelve a mí
Amor, vuelve a mí es el octavo álbum del cantante Salvatore Adamo completamente nuevo y en español. No incluye ningún tema conocido hasta entonces y aportó nuevas y famosas piezas musicales al repertorio de Salvatore Adamo. Por aquel tiempo (1971) Adamo ya estaba en planes de rodar una película en la cual actuaría pero no cantaría (Fuente: Revista Ritmo de la Juventud).
El tema central del disco, "Amor, Vuelve a Mí", se hizo poco popular pero de todas formas atrajo en su momento. El tema "Sé Feliz Rosa" en cambio, si tuvo impacto y se recuerda hasta nuestros días como éxito del bagaje de canciones de Adamo.

## Lista de canciones

### Lado A
1. "Sé Feliz Rosa"
2. "Y Después
3. "Sin Siquiera Hablar Nunca de Amor"
4. "Ya Se Durmió"
5. "Ganar Tiempo"
6. "Las Bellas Damas"

### Lado B
1. "Ven en Mi Barco"
2. "Amor, Vuelve a Mí"
3. "Mañana en la Luna"
4. "Si el Mar"
5. "Mi Rol"
6. "Pequeña Felicidad"

- Datos: Q5672958